# خشکنودهان پایین
خشکنودهان پایین، روستایی از توابع بخش مرکزی شهرستان فومن در استان گیلان ایران است.

## جمعیت
این روستا در دهستان لولمان قرار دارد و براساس سرشماری مرکز آمار ایران در سال ۱۳۸۵، جمعیت آن ۱٬۲۴۳ نفر (۳۲۷خانوار) بوده‌است.
روستای خشکنودهان بالا بعد از روستای خشکنودهان پایین قرارگرفته و در مسیر ماسوله قرار دارد.
-خشکنودهان نام روستایی زیبا از شهرستان فومن است و مانند گیلان زیبا، بکر ودست نخورده است در طول سال گردشگران وتوریست‌های زیادی رابه خودجذب کرده‌است.

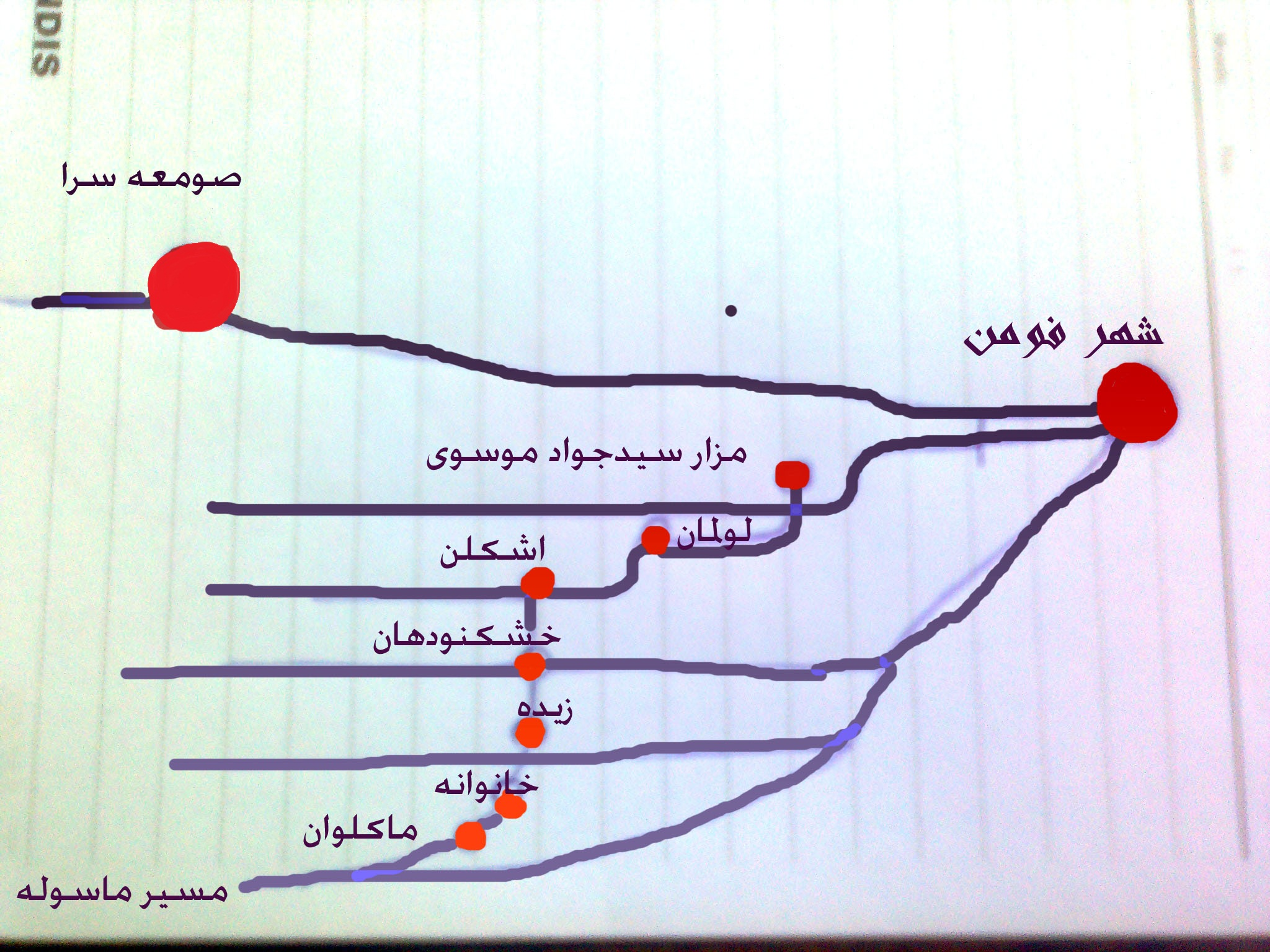
موقعیت جغرافیایی روستای خشکنودهان شهرستان فومن. استان گیلان

روستای خشکنودهان بالا روستایی زیبادرشهرستان فومن است و تقریباً ۱۰تا ۱۲کیلومتر بامرکز شهر فاصله دارد. درسرشماری سازمان آمارکشورمان ایران، جمعیت ساکن در این روستا ۴۰۰خانوار وبیش از ۱۶۰۰نفرجمعیت است. بسیاری از مردم خشکنودهان دراستان‌های مجاورمثل تهران، اصفهان، قم، زنجان، قزوین، کرج و.. زندگی می‌کنند.
منطقه توریستی خشکنودهان بالا، دارای اکوسیستم طبیعی یا زیست‌بوم خزری است. خشکنودهان، آب و هوای بسیار خوبی دارد ودرفصول سال انواع میوه‌ها در آن پرورش وتولید می‌شود.
خشکنودهان، دربخش مرکزی، درقلب شهرستان فومن واستان گیلان قرارگرفته ویکی ازمسیرهای سفربه شهر تاریخی- باستانی ماسوله است.
این روستا دراطراف خود به کوه ودامنه‌های سرسبز وشالی زارهای زیبا وحاصل خیز متصل است.